# Белка (Коростенский район)
Бе́лка (укр. Білка) — село на Украине, основано в 1616 году, находится в Коростенском районе Житомирской области. Стоит на месте впадения реки Белка в реку Уж.
Код КОАТУУ — 1822380201. Население по переписи 2001 года составляет 562 человека. Почтовый индекс — 11564. Телефонный код — 4142. Занимает площадь 2,266 км².
Стоит на реке Хотоза.

## Адрес местного совета
11564, Житомирская область, Коростенский р-н, с. Белка, ул. Леси Украинки, 1.